# Plesiotrygon
Plesiotrygon is een geslacht van kraakbeenvissen uit de familie van de zoetwaterroggen (Potamotrygonidae).

## Soorten
- Plesiotrygon iwamae de Souza Rosa, Castello & Thorson, 1987
- Plesiotrygon nana de Carvalho & Ragno, 2011